# سو اون آه
سو اون آه (کره‌ای: 서은아؛ زادهٔ ۲۶ فوریه ۱۹۸۹) بازیگر اهل کره جنوبی است. او حرفه سرگرمی خود را با حضور در تبلیغات داو آغاز کرد. سو در سال ۲۰۱۳، به خاطر ایفای نقش در فیلم Act برنده جایزه بهترین بازیگر تازه‌کار زن در جوایز ناقوس بزرگ شد.